# Calliergonella cuspidata
Calliergonella cuspidata là một loài Rêu trong họ Amblystegiaceae. Loài này được (Hedw.) Loeske mô tả khoa học đầu tiên năm 1911.

## Hình ảnh

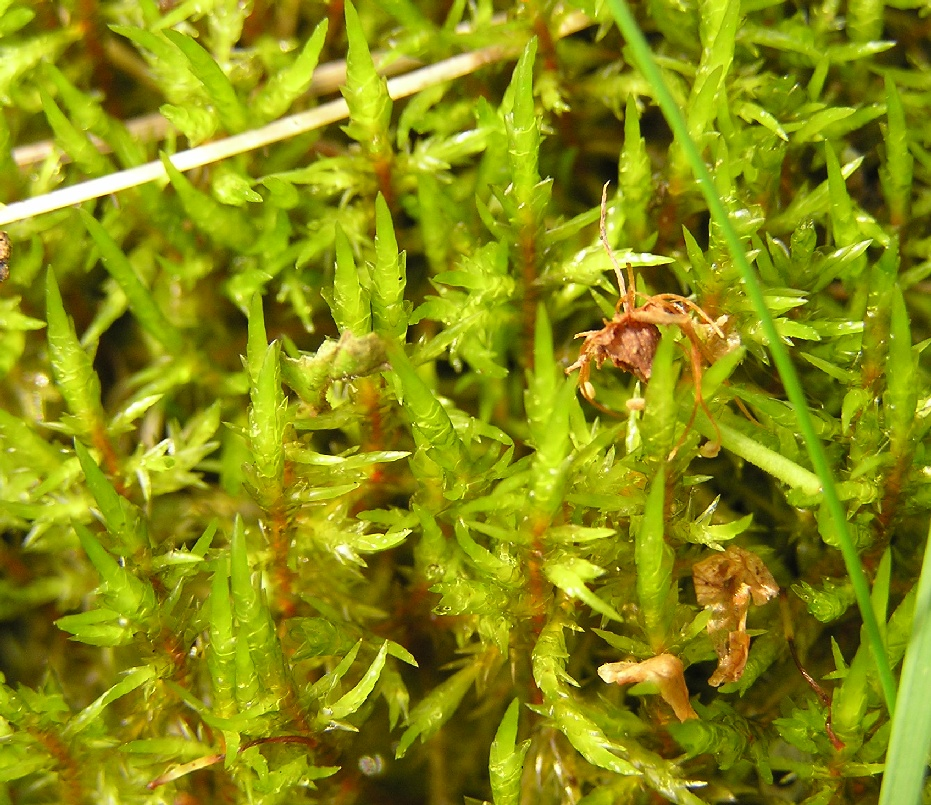
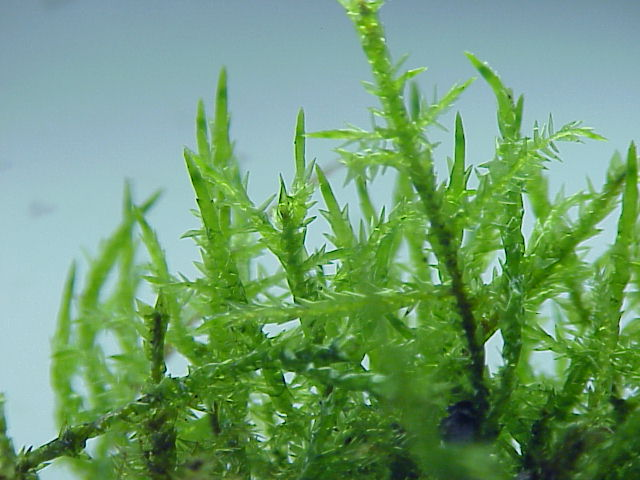
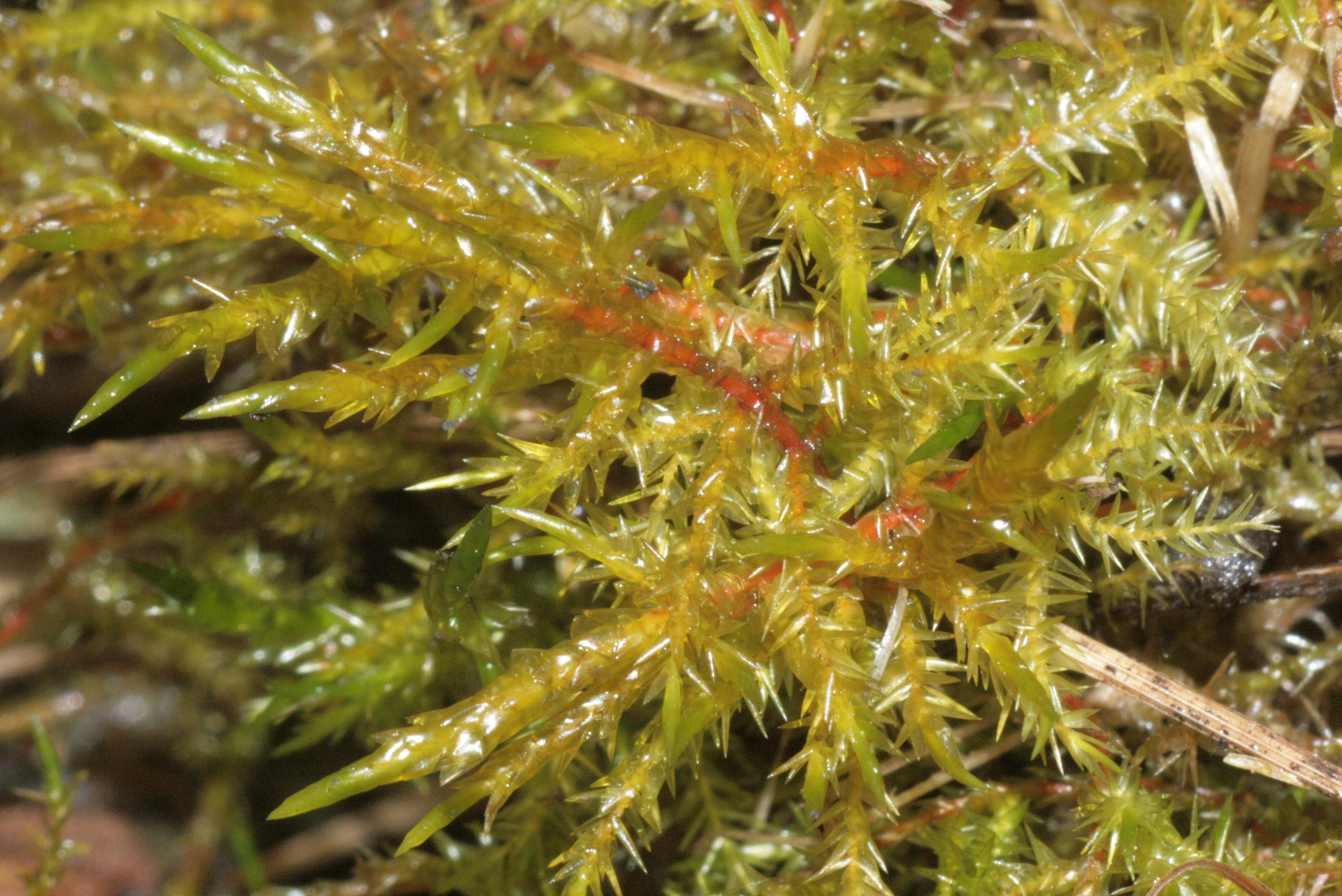
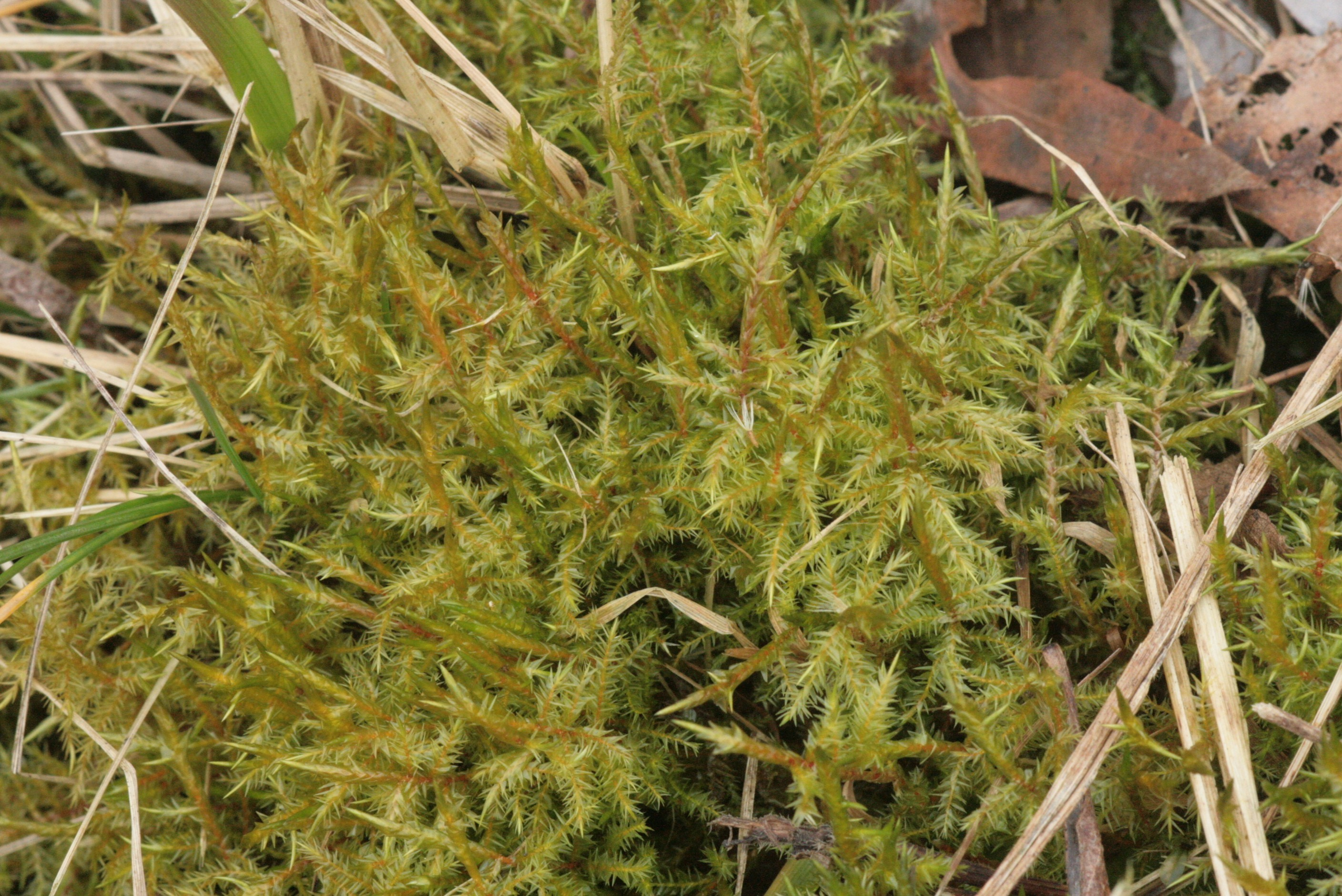